# Callostracon tyrrhenicum
Callostracon tyrrhenicum is een slakkensoort uit de familie van de Acteonidae. De wetenschappelijke naam van de soort is voor het eerst geldig gepubliceerd in 1996 door Smriglio & Mariottini.